# Wexler (Mondkrater)
Wexler ist ein Einschlagkrater im äußersten Südosten  der Mondvorderseite, südlich des Kraters Petrov und nördlich von Hale.
Der Krater ist stark erodiert. Das Innere weist einen kleinen Zentralberg auf.
| Buchstabe | Position           | Durchmesser | Link |
| --------- | ------------------ | ----------- | ---- |
| E         | 68,65° S, 95,92° O | 22 km       |      |
| H         | 70,42° S, 97,05° O | 14 km       |      |
| U         | 68,31° S, 82,32° O | 50 km       |      |
| V         | 67,98° S, 84,07° O | 21 km       |      |

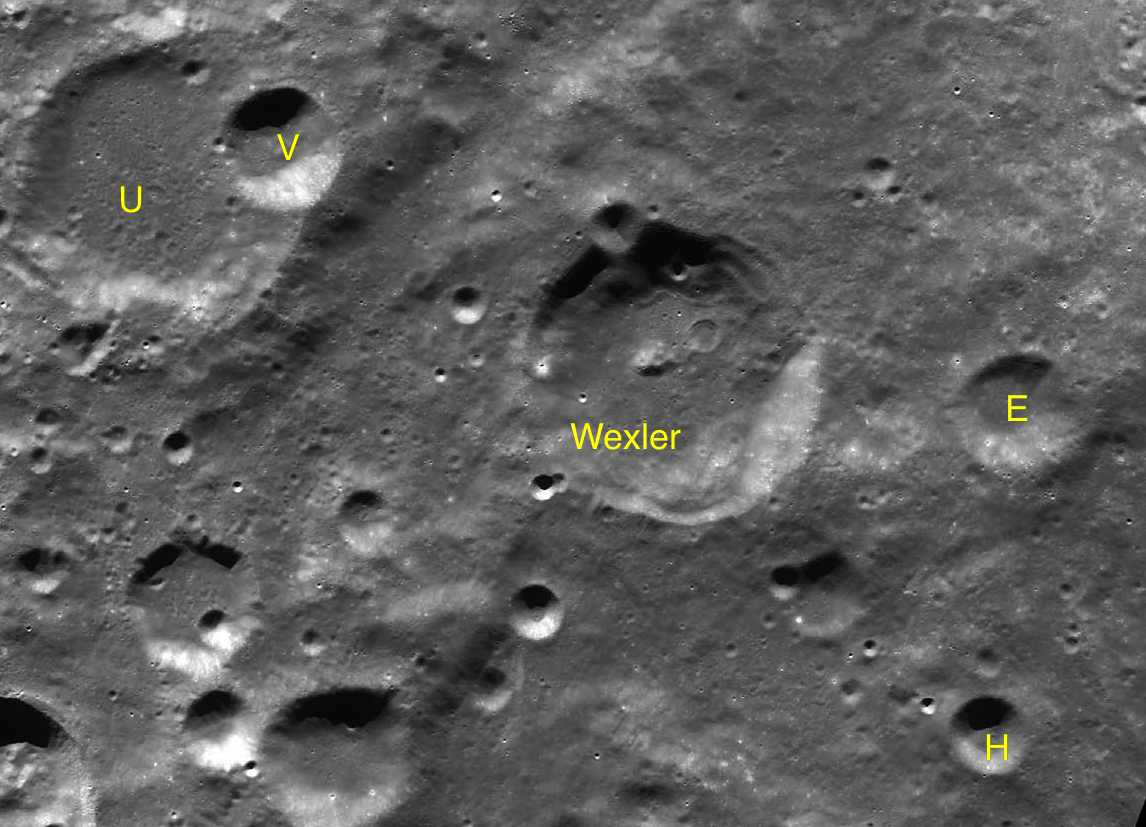
Wexler und seine Nebenkrater

Der Krater wurde 1935 von der IAU nach dem US-amerikanischen Meteorologen Harry Wexler offiziell benannt.